# Stenidius
Stenidius es un género de coleóptero de la familia Anthicidae.

## Especies
Está compuesto por:
- Stenidius armifer Kejval, 2004
- Stenidius bezdeki Kejval, 2006
- Stenidius carnivorax Kejval, 2004
- Stenidius contractipennis Pic, 1911
- Stenidius dolosus Kejval, 2002
- Stenidius elegans Kejval, 2006
- Stenidius finicola Kejval, 2002
- Stenidius glabratus Kejval, 2002
- Stenidius karooensis Kejval, 2004
- Stenidius laopako Kejval, 2004
- Stenidius namibianus Uhmann, 1994
- Stenidius saigonensis (Pic, 1921)
- Stenidius tenuipes LaFerté-Senéctère, 1849
- Stenidius vittatus (Lucas, 1843)